# Clidastes
Il clidaste (gen. Clidastes) è un rettile marino estinto, appartenente alla famiglia dei mosasauridi. Visse nel Cretaceo superiore (Coniaciano - Campaniano, tra 88 e 80 milioni di anni fa). I suoi resti sono stati rinvenuti principalmente in Nordamerica, ma anche in Europa, in Nordafrica e in Asia sudoccidentale.

## Descrizione
Questo mosasauro era relativamente piccolo se confrontato con la maggior parte dei suoi simili. In media raggiungeva la lunghezza di circa 4 metri, anche se sono stati ritrovati esemplari lunghi anche 6 metri. Il corpo di Clidastes era snello e allungato, mentre la coda appiattita lateralmente era piuttosto corta rispetto a quella di altri mosasauri. Le spine neurali espanse verso la punta della coda indicano che questo animale utilizzava questo strumento per spostarsi in acqua, anche se non è chiaro se Clidastes possedesse la coda bilobata come altri mosasauri (ad es. Platecarpus).
Alcune caratteristiche di Clidastes erano primitive: la struttura delle zampe, ad esempio, con poche falangi per dito; le dita, inoltre, non erano compatte fra loro ed era presente un'ampia membrana tra un dito e l'altro. Il carpo, inoltre, era di foggia primitiva, mentre omero, ulna e radio erano altamente modificati, con forme appiattite e allargate. Il cranio era piuttosto mobile (anche se non mobile come quello dei mosasauri plioplatecarpini) e possedeva un muso appuntito e triangolare. I denti erano compressi lateralmente e dotati di doppia carena (anteriore e posteriore), ed erano ricoperti di smalto liscio, molto simili a quelli di Mosasaurus. A quest'ultimo genere Clidastes assomigliava anche per le vertebre cervicali, ma differivano (oltre che per le dimensioni minori) per la forma più allungata. La coda, invece, possedeva chevron di forma diversa rispetto a quelli presenti in Mosasaurus.

## Classificazione

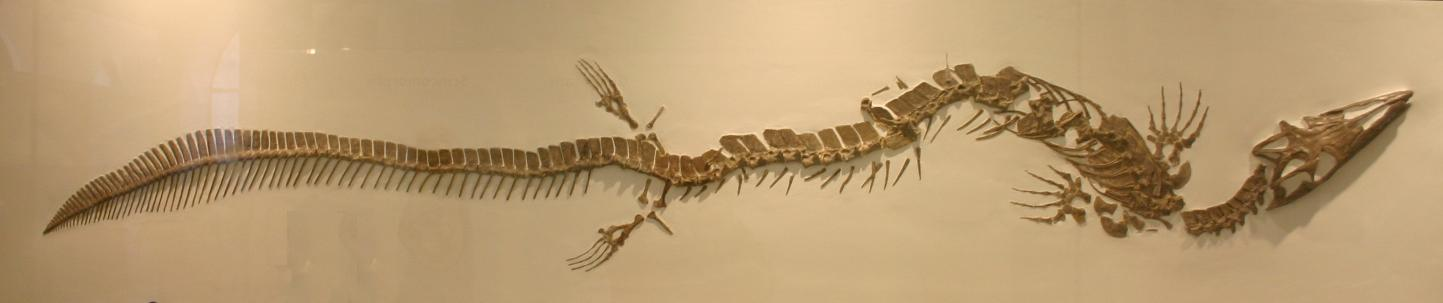
Scheletro di Clidastes liodontus

Questo mosasauro, come molti altri scoperti sul finire dell'Ottocento, ha una storia tassonomica complicata. Il genere Clidastes è stato descritto per la prima volta da Edward Drinker Cope nel 1868, sulla base di una vertebra isolata ritrovata nella formazione Marshalltown in New Jersey. Cope istituì la specie tipo (Clidastes iguanavus) sulla base di quest'unico resto fossile, riscontrando presunte somiglianze con le vertebre delle odierne iguane. La vertebra possedeva uno zigosfeno e uno zigantro (articolazioni accessorie che aiutano a "incastrare" le vertebre le une con le altre, comuni in molte lucertole attuali e nei serpenti) e portò Cope alla convinzione che i mosasauri fossero animali serpentiformi. Successive scoperte smentirono questa ricostruzione, ma in ogni caso l'idea di Cope secondo cui mosasauri e serpenti erano strettamente imparentati è ancora valida.
Successivamente vennero scoperti numerosi altri fossili di mosasauri che Cope stesso attribuì al genere Clidastes, e la vertebra che costituiva l'esemplare tipo venne sostanzialmente dimenticata. Nel 1992, per conservare il nome generico Clidastes, venne proposto quindi di cambiare la specie tipo e l'olotipo: Clidastes propython, sulla base di uno scheletro quasi completo proveniente dalla formazione Selma dell'Alabama, che Cope descrisse nel 1869 e attribuì a Clidastes per la presenza di zigosfeni e zigantri sulle vertebre. Attualmente, la vertebra di Clidastes iguanavus non è più considerata diagnostica e si suppone addirittura che possa essere appartenuta al genere Mosasaurus. 

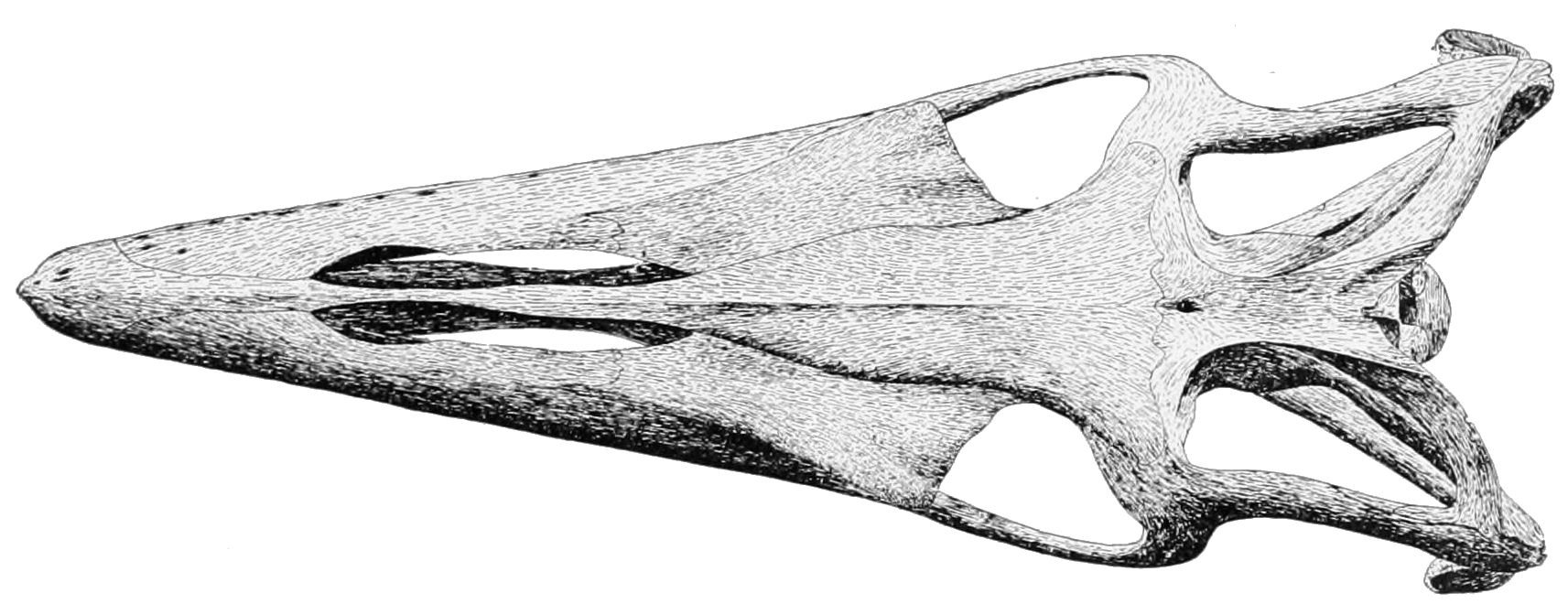
Ricostruzione del cranio di Clidastes velox (= Clidastes propython)

Clidastes propython è noto per numerosi esemplari, provenienti principalmente dal Santoniano/Campaniano inferiore del Nordamerica e in particolare dall'Alabama e dal Kansas, ma anche da Texas, Manitoba, Dakota del Sud, Colorado; resti attribuiti a questa specie sono stati ritrovati anche in Svezia (Lindgren e Siverson, 2004) e in Russia (Grigoriev et al., 2015).
Oltre a C. propython, è da ricordare C. liodontus, ben conosciuta grazie a numerosi esemplari; questa specie venne descritta per la prima volta da Merriam nel 1894 e venne avvicinata a un altro mosasauro, Liodon (da qui il nome specifico), sulla base dei denti lisci e taglienti. C. liodontus proviene da terreni più antichi (Coniaciano/Santoniano) rispetto a quelli in cui sono stati ritrovati i fossili di C. propython.
Un altro esemplare proveniente dal Mooreville Chalk dell'Alabama, Clidastes moorevillensis, rimasto a lungo un nomen nudum, venne descritto solo nel 2012 (Karl e Nyhuis, 2012). Altri resti attribuiti a Clidastes (principalmente denti e mascelle) sono noti in Europa (Svezia, Germania, Inghilterra), in Nordafrica e in Asia sudoccidentale. I resti più recenti attribuiti a Clidastes provengono dal Campaniano superiore della Germania (Diedrich e Mulder, 2004).
Clidastes è considerato un rappresentante basale della sottofamiglia dei mosasaurini, comprendente mosasauri dal corpo allungato e dalla coda relativamente corta, con vertebre dotate di zigosfeni e zigantri. Al contrario di forme più specializzate, come Plotosaurus e Mosasaurus, Clidastes possedeva ancora un cranio dalle articolazioni relativamente mobili.
Secondo uno studio di Bell (1997) Clidastes è il rappresentante più basale dei mosasaurini. Lo stesso studio conclude che Clidastes non sarebbe un genere strettamente monofiletico, bensì comprenderebbe una serie di forme successive e sempre più derivate di mosasaurini; secondo questa ipotesi C. liodontus sarebbe il mosasaurino più basale, mentre C. propython costituirebbe il sister group dei mosasaurini derivati (come Globidens, Mosasaurus e Plotosaurus).

## Paleoecologia e paleobiologia
Le spine neurali espanse verso la punta della coda aiutavano l'animale a spostarsi con forza, e suggeriscono che Clidastes fosse un veloce nuotatore. Uno studio di Russell (1967) ha ipotizzato che le lunghe e sottili mascelle di questo mosasauro fossero adatte a mordere rapidamente le prede; i denti erano adatti a tagliare grossi oggetti in pezzi più piccoli che potevano essere inghiottiti dall'animale quando la mandibola veniva mossa in avanti e indietro. Al contrario di molti grandi mosasauri che probabilmente inghiottivano le loro prede intere, il più piccolo Clidastes sembrerebbe essere stato in grado di ridurre una preda in pezzi tramite i suoi morsi. 

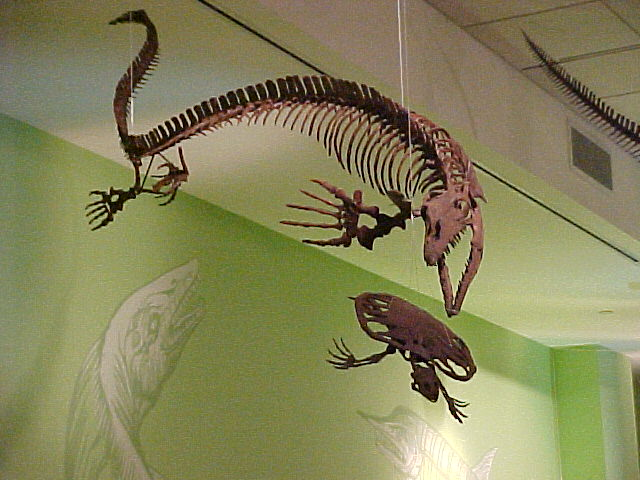
Scheletro di Clidastes liodontus accanto a quello di una tartaruga toxochelide

Lo stile di vita di Clidastes è spesso oggetto di dibattito. Nel 1898 Williston considerò questo mosasauro come un predatore di superficie, e questa idea rimase predominante per un secolo. Uno studio di Martin e Rotschild (1989) mise in luce il fatto che le ossa di Clidastes, al contrario di quelle di altri mosasauri (come Platecarpus), non portavano i segni di sindrome da decompressione (necrosi avascolare): secondo gli studiosi, questa era un'ulteriore prova del fatto che Clidastes vivesse nei pressi della riva e non fosse adatto a grandi profondità. Un altro studio (Sheldon, 1997) ha invece evidenziato la microstruttura delle costole di Clidastes, caratterizzate da una densità ossea notevolmente bassa (osteoporosi); in vita, le ossa porose dovevano essere riempite con lipidi, che provvedevano al bilanciamento dell'animale in una vasta gamma di profondità. Sulla base di comparazioni con alcuni vertebrati marini attuali, Sheldon ritenne che Clidastes fosse un nuotatore di profondità, con un torace costruito in modo tale da diminuire la diffusione di gas all'interno dei vasi sanguigni (così da prevenire la necrosi avascolare).
Successivi studi hanno invece fatto pensare a Clidastes come a un nuotatore di superficie, che viveva in acque basse: i fossili svedesi, in particolare, sono stati ritrovati in una zona che, nel Cretaceo, era costituita da un ambiente costiero (Lindgren e Siverson, 2004).

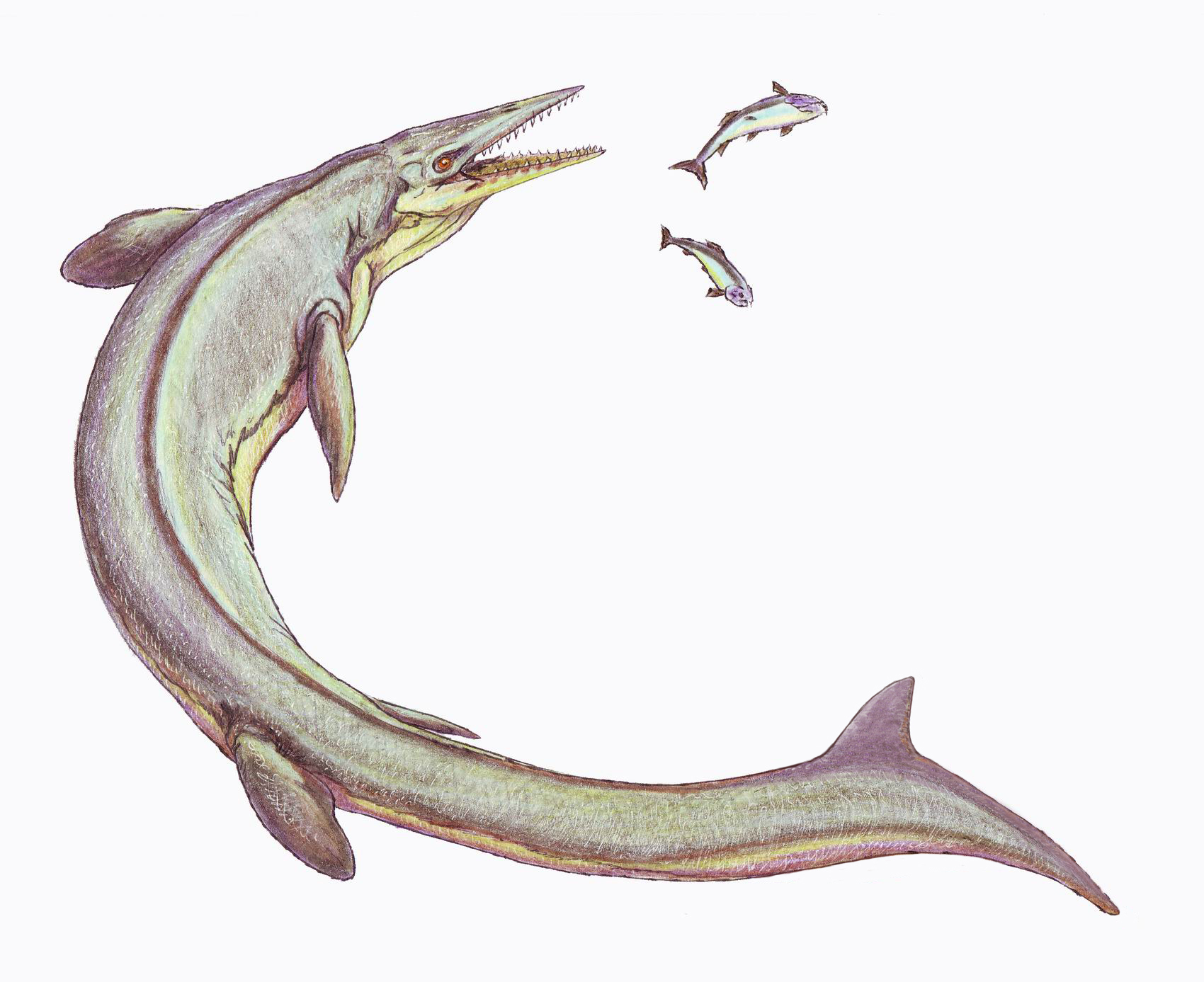
Ricostruzione artistica di Clidastes propython, basata sugli studi di Lindgren e colleghi (2010, 2013)